# Olios faesi
Olios faesi är en spindelart som beskrevs av Roger de Lessert 1933. Olios faesi ingår i släktet Olios och familjen jättekrabbspindlar.
Artens utbredningsområde är Angola. Inga underarter finns listade i Catalogue of Life.